# Osmotisk membran
|  | Sammenskrivningsforslag Artiklen Osmotisk membran er foreslået føjet ind i Semipermeabel membran. (Siden april 2024) Diskutér forslaget |

Osmotiske membraner bruges blandt andet til at oprense drikkevand fra havvand, ved at anvende modsat osmose eller på engelsk reverse osmosis. Modsat osmose virker ved princippet om osmotisk tryk, der handler om en ligevægt imellem koncentrationer og tryk. Ved at påføre højere tryk, end det osmotiske tryk, på saltvandssiden af membranen, vil ligevægten forskydes sådan at vandet netto løber væk fra saltvandssiden af membranen.